# Fizouli Alakbarov
Pour les articles homonymes, voir Alakbarov.
Fizouli Alakbarov (en Azerbaïdjanais: Füzuli Ələkbərov) est un homme politique azerbaïdjanais qui était ministre du Travail et de la Protection sociale de la population de la République d'Azerbaïdjan en 2006-2013, président de la Fédération de judo de la République d'Azerbaïdjan.

## Vie
Alakbarov est né en 1958 à Julfa, en Azerbaïdjan. En 1980, il est diplômé du Département de physique et de mathématiques de l'Université d'État d'Azerbaïdjan. En 1991, Alakbarov est diplômé de l'Université économique d'État d'Azerbaïdjan avec un diplôme en économie. En 1987–1992, il a travaillé comme directeur de Spoutnik du Bureau international du tourisme des jeunes. De 1992 à 2006, il a été président du groupe d'entreprises Improtex. 
Fizouli Alakbarov a fondé la première société de tourisme Improtex et sa filiale Imair Airlines au début des années 1990 en commençant des vols directs de Bakou à Dubaï et Istanbul. Pendant les jours d'hiver de la première guerre du Haut-Karabakh, Alakbarov a expédié des chaussures aux soldats azerbaïdjanais sur les lignes de front. Il a effectué des envois médicaux et s'est porté volontaire pour donner du sang à transporter à l'hôpital du village de Qaradagli à Agdam.
En 1996, il a été élu président de la Fédération azerbaïdjanaise de judo. De mai 2003 à 2006, il a été membre du Conseil des entrepreneurs de la République d'Azerbaïdjan
Carrière politique
En février 2006, Alakbarov a été nommé Ministre du travail et de la protection sociale de la population de la République d'Azerbaïdjan par le président Ilham Aliyev. En tant que ministre, il a accordé une attention particulière à l'accueil des anciens combattants handicapés de la guerre du Karabakh. Des nouveaux bâtiments à Bakou ont été construits et fournis aux handicapés et à leurs familles à Bakou